# Olefirî, Velîka Bahacika
Olefirî (în ucraineană Олефіри) este un sat în comuna Ostapie din raionul Velîka Bahacika, regiunea Poltava, Ucraina.

## Demografie
Componența lingvistică a localității Olefirî
     Ucraineană (100%)
Conform recensământului din 2001, toată populația localității Olefirî era vorbitoare de ucraineană (100%).